# 296462 Corylachlan
296462 Corylachlan este o planetă minoră (asteroid) din centura de asteroizi. A fost descoperită pe 23 aprilie 2009 la  de Michael Todd⁠(d). 
Obiectul prezintă o orbită caracterizată de o semiaxă mare de 2,552772520323 UAi, o excentricitate de 0,24, o înclinație de 14,1 ° în raport cu ecliptica.